# Otovec
Ótovec je naselje v Sloveniji.

## Zgodovina
Sama vas je bila poseljena že v rimskih časih, saj so tu odkrili grobove iz tistega obdobja.
nekaj časa nazaj je bilo to mesto že pozabljeno sedaj je spet čedalje več ljudi... vas ima tudi železniško postajo in reden vlak ter tudi travnato igrišče... tam je nekdanji vojaški dom ki je bil prenovljen in sedaj tam 1 teden bivajo otroci ki se vpišejo preko Rdečega Križa v Ribnici na Dolenjskem.

## Geografija
Povprečna nadmorska višina naselja je 183 m od reke Kolpe je oddaljen kraj samo od 10-20min vožnje.
Pomembnejša bližnja naselja so: Lokve (1 km) in Črnomelj (5 km).
Nad vasjo se nahaja istoimenski viadukt, pod vasjo pa cerkev sv. Jerneja.